# 南安博伊 (新澤西州)
南安博伊（英語：South Amboy）是一個位於美國新澤西州米德爾塞克斯縣的城市。

## 人口
根據2020年美國人口普查的數據，南安博伊的面積為6.99平方千米，當中陸地面積為3.98平方千米，而水域面積為3.01平方千米。當地共有人口9411人，而人口密度為每平方千米1,346人。